# Churamiti maridadi
Churamiti maridadi is een kikker uit de familie padden (Bufonidae). De soort werd voor het eerst wetenschappelijk beschreven door Alan Channing en William T. Stanley in 2002. Het is de enige soort uit het monotypische geslacht Churamiti.
Churamiti maridadi is leeft in delen van Afrika en komt endemisch voor in Tanzania. De kikker is alleen bekend van het oosten van dit Afrikaanse land. Er is niet veel bekend over deze pas in 2002 ontdekte soort, er zijn slechts twee exemplaren aangetroffen op een hoogte van ongeveer 1840 meter boven zeeniveau. De vergrote hechtschijven doen vermoeden dat de kikker graag klimt.
De eitjes zijn gepigmenteerd, wat erop wijst dat er een vrijzwemmend kikkervisjesstadium is.
Adenomus · 
Altiphrynoides · 
Amazophrynella · 
Anaxyrus · 
Ansonia · 
Atelopus · 
Barbarophryne · 
Blythophryne · 
Bufo · 
Bufoides · 
Bufotes · 
Capensibufo · 
Churamiti · 
Dendrophryniscus · 
Didynamipus · 
Duttaphrynus · 
Epidalea · 
Frostius · 
Ghatophryne · 
Incilius · 
Ingerophrynus · 
Laurentophryne · 
Leptophryne · 
Melanophryniscus · 
Mertensophryne · 
Metaphryniscus · 
Nannophryne · 
Nectophryne · 
Nectophrynoides · 
Nimbaphrynoides · 
Oreophrynella · 
Osornophryne · 
Parapelophryne · 
Pedostibes · 
Pelophryne · 
Peltophryne · 
Phrynoidis · 
Poyntonophrynus · 
Pseudobufo · 
Rentapia · 
Rhaebo · 
Rhinella · 
Sabahphrynus · 
Schismaderma · 
Sclerophrys · 
Strauchbufo · 
Truebella · 
Vandijkophrynus · 
Werneria · 
Wolterstorffina · 
Xanthophryne